# TeX Live
TeX Live è una distribuzione software gratuita e multipiattaforma per il sistema di composizione tipografica TeX, che include i principali programmi relativi a TeX, pacchetti di macro e caratteri. Ha sostituito teTeX, che non è più supportata dal 2006. È la distribuzione TeX predefinita per molte distribuzioni Linux come openSUSE, Fedora, Debian, Ubuntu, Termux e Gentoo. Anche altri sistemi operativi Unix come OpenBSD, FreeBSD e NetBSD sono passati da teTeX a TeX Live.
Il progetto è stato avviato nel 1996 da Sebastian Rahtz in collaborazione con i gruppi di utenti TeX in tutto il mondo, incluso il Tex Users Group. Oggi è gestito da Karl Berry, Akira Kakuto, Luigi Scarso e altri.
Fino alla versione 2009, TeX Live poteva essere eseguito direttamente, o "live", da un CD-ROM, da un DVD-ROM o da qualsiasi altro dispositivo mobile (da cui il nome). A partire da TeX Live 2010, non è più possibile eseguire la distribuzione dal DVD TeX Collection a causa delle restrizioni nello spazio di archiviazione. TeX Live segue la struttura della directory di TeX.
Dalla versione 2009, l'editor TeXworks è incluso per Microsoft Windows e MacOS, così come il linguaggio di grafica vettoriale Asymptote.
Per Mac OS X è disponibile MacTeX, che comprende la distribuzione completa di TeX Live e alcuni strumenti aggiuntivi per usare TeX su Mac, in particolare l'editor TeXShop e il gestore della bibliografia BibDesk. Una versione di dimensioni più contenute, simile a Basic MikTeX in MiKTeX, è BasicTeX, può che essere utilizzato anche per Mac. TeX Live può essere compilato e installato anche tramite MacPorts.